# Eupithecia placens
Eupithecia placens är en fjärilsart som beskrevs av William Schaus 1913. Eupithecia placens ingår i släktet Eupithecia och familjen mätare. Inga underarter finns listade i Catalogue of Life.